# 3643 Tienchanglin
3643 Tienchanglin este un asteroid din centura principală, descoperit pe 29 octombrie 1978.